# Austrozele maculiceps
Austrozele maculiceps är en stekelart som först beskrevs av Cameron 1912.  Austrozele maculiceps ingår i släktet Austrozele och familjen bracksteklar. Inga underarter finns listade.